# Еспаньйол Б
«Еспаньйол Б» (ісп. RCD Espanyol B) — іспанський футбольний клуб з міста Барселона, заснований у 1981 році як резервна команда «Еспаньйола». Нині виступає у ліз Сегунда Дивізіон Б. Домашні ігри команда проводить на «Сіутат Еспортіва Дані Харке».